# Hällesjön (Vena socken, Småland)
Hällesjön är en sjö i Hultsfreds kommun i Småland och ingår i Viråns huvudavrinningsområde. Sjön har en area på 0,0884 kvadratkilometer och ligger 142,6 meter över havet.

## Delavrinningsområde
Hällesjön ingår i det delavrinningsområde (637272-151172) som SMHI kallar för Mynnar i Ver. Medelhöjden är 135 meter över havet och ytan är 6,07 kvadratkilometer. Räknas de 2 avrinningsområdena uppströms in blir den ackumulerade arean 46,5 kvadratkilometer. Bjärkeån som avvattnar avrinningsområdet har biflödesordning 2, vilket innebär att vattnet flödar genom totalt 2 vattendrag innan det når havet efter 49 kilometer. Avrinningsområdet består mestadels av skog (87 procent). Avrinningsområdet har 0,27 kvadratkilometer vattenytor vilket ger det en sjöprocent på 4,5 procent.